# Marin Kaboga
Marin Kaboga (Dubrovnik, 1505. – Rim, 28. srpnja 1582.), hrvatski renesansni crkveni pravnik i pjesnik, pripadnik dubrovačke vlastelinske obitelji Kabužić. 

## Životopis
Sin je Ivana i Kate r. Đurđević. Školovanje započinje u Dubrovniku te studij crkvenog i svjetovnog prava i bogoslovije završava u Padovi. Imenovan je za arhiđakonom dubrovačkoga kaptola nakon što se zaredio 1535. Kasnije je bio optužen da je heretik te je prognan iz Dubrovnika. Papa ga je pomilovao, ali se nije vratio u Dubrovnik te je počeo pisati protiv dubrovačkog plemstva. Umro je u Rimu 28. srpnja 1582.

## Glavna djela
- "Prvenstvo vikarijata" (Vicariatus praecedentiae, 1575.)
- "Protiv dubrovačkoga plemstva" (Contro la nobiltà di Ragusa)
- "Pjesan o dinaru"